# Fercromur
El fercromur és un mineral de la classe dels elements natius. Rep el seu nom de la seva composició química.

## Característiques
El fercromur és un element químic de fórmula química Cr₃Fe1-x. Cristal·litza en el sistema isomètric, en forma de petits grans que formen agregats, de fins a diversos centenars de micròmetres. La seva duresa a l'escala de Mohs és 6,5.
Segons la classificació de Nickel-Strunz, el fercromur pertany a «01.AE: Metalls i aliatges de metalls, família ferro-crom» juntament amb els següents minerals: vanadi, molibdè, crom, ferro, kamacita, tungstè, taenita, tetrataenita, antitaenita, cromferur, wairauïta, awaruïta, jedwabita i manganès.

## Formació i jaciments
Es troba en filons de quars, dins amfibolites brechades i esquists. Sol trobar-se associada a altres minerals com: ferro, coure, bismut, or, cromferur, grafit, cohenita, halita, silvita, marialita o quars. Va ser descoberta l'any 1986 a l'àrea Efim, a Kumak (Óblast d'Orenburg, Rússia). També se n'ha trobat a Verkhneivinsk, al riu Neiva, que com l'altre jaciment està situat als Urals.